# Bigfork (Minnesota)
Bigfork és una població dels Estats Units a l'estat de Minnesota. Segons el cens del 2000 tenia 469 habitants.

## Demografia
Segons el cens del 2000, Bigfork tenia 469 habitants, 208 habitatges, i 110 famílies. La densitat de població era de 101,7 habitants per km².
Dels 208 habitatges en un 21,2% hi vivien nens de menys de 18 anys, en un 38% hi vivien parelles casades, en un 10,1% dones solteres, i en un 47,1% no eren unitats familiars. En el 42,8% dels habitatges hi vivien persones soles el 24% de les quals corresponia a persones de 65 anys o més que vivien soles. El nombre mitjà de persones vivint en cada habitatge era de 2 i el nombre mitjà de persones que vivien en cada família era de 2,68.
Per edats la població es repartia de la següent manera: un 16,8% tenia menys de 18 anys, un 9,6% entre 18 i 24, un 21,5% entre 25 i 44, un 20,5% de 45 a 60 i un 31,6% 65 anys o més.
L'edat mediana era de 47 anys. Per cada 100 dones de 18 o més anys hi havia 85,7 homes.
La renda mediana per habitatge era de 24.167 $ i la renda mediana per família de 36.250 $. Els homes tenien una renda mediana de 32.083 $ mentre que les dones 19.886 $. La renda per capita de la població era de 14.455 $. Entorn del 6% de les famílies i el 12,3% de la població estaven per davall del llindar de pobresa.

## Poblacions més properes
El següent diagrama mostra les poblacions més properes.